# Guillaume Ier de Gruyère
Pour les articles homonymes, voir Guillaume Ier.
Guillaume Ier de Gruyère est un comte dit d’Ogo, mentionné en 1115, et considéré comme l'un des premières membres de la famille de Gruyère.

## Biographie

### Origines
Guillaume (Willelmus) est le fils du comte Wilerius (Wilaire, mort vers 1115) et de son épouse Agatha (Agathe),. Il a deux frères, Raymond/Raimond et Ulrich, chanoine de Lausanne, qui participe à la première croisade,.
Willelmus apparait comme témoin dans la donation de 1115, avec son titre de comte.
Cette filiation est connue grâce à la découverte d'un manuscrit connu sous le nom de pancarte de Rougemont, datant de 1115, et qui relate la fondation du prieuré de Rougemont, entre 1073 et 1085,.
Cette filiation diffère de celle proposée par Hisely, en 1855. En effet, les travaux de ce dernier reposent sur une copie de 1500 de la pancarte de Rougemont, dont l'original na été découvert qu'en 1920. Le document diffère en raison d'erreur de retranscription de noms de lieux ou de personne dans la copie de 1500, ayant causé des erreurs d'interprétation. Hisely aurait ainsi fait du comte Wilerius, Wilhelmus, traduit en français Guillaume. Hisely mentionnait également Raymond comme son fils et successeur.

### Règne
Guillaume apparaît dans la pancarte de Rougemont (1115), aux côtés de son père, avec le titre de comte, mais sans mention d'une terre associée,. Hisely (1855) les dits comtes d'Ogo, toutefois cette terre n'apparait pas dans le manuscrit.
Selon les travaux de Hisely (1855), confondant le père et le fils et associant Ogo à la région de la Sarine, l'église du Château-d'Œx est fondée au lieu-dit « lo chanoz », la seule de la région de l'Ogo. Devant l'expansion que prend cette région, il est bientôt nécessaire de bâtir de nouveaux édifices religieux et civils. C'est ce que va entreprendre Guillaume Ier avec l'aide de sa femme, de ses fils et de son cousin Ulrich, seigneur du Vanel (non loin de Rougemont). Ils font don d'une terre nommée Flendrus, avec un chef de famille, un cultivateur, du nom de Gautier Châtel, non loin du nouveau village de Rougemont. À cette première donation vont très vite s'ajouter les dîmes de Grosse-Pierre, Rossinière, Griesbach, Perausa, Mangins, , etc. tant de la part de ses neveux Turin et Hubert, que de ses petits-neveux. En 1104 Guillaume fonde le monastère de Rougemont comme il est rapporté dans une charte datée du 1er août 1115 approuvé par l'évêque de Lausanne Gérold de Faucigny.

## Famille
Guillaume, dont l'épouse est inconnue en l'état des connaissances, a quatre fils : 
- Guillaume II, qui lui succède.
- Rabold (Raboldus, Radbold, Radbodi).
- Thorin (Torinus, Thorinci, parfois Turin, Torrenc), mentionné en 1139 dans une pancarte de la fondation d'Hauterive[8],[9]
- Joran (Jorandi, traduit par Jean), également mentionné dans le manuscrit de 1139.

Les quatre frères sont mentionnés dans le nécrologe d'Humilimont.
Helsi (1855), ayant fait une confusion dans les premiers degrés de la filiation, indiquait qu'il était l'époux d'Agathe et qu'il avait pour fils :
- Raimond/Raymond
- Ulrich, chanoine de Lausanne